# Bábahalma
Bábahalma (románul: Bobohalma, németül: Repsdorf ) falu Maros megyében, Erdélyben. Közigazgatásilag Dicsőszentmárton municípiumhoz tartozik.

## Fekvése
Dicsőszentmártontól 7 km-re északnyugatra található.

## Története
1278-ban Much néven említették először. Neve jelenlegi formájában először 1332-ben a pápai tizedjegyzékben fordul elő. Középkori lakossága valószínűleg magyar, római katolikus volt, azonban a lakosok korán eltűntek, mert 1461-ben már román lakosságú falu volt. A trianoni békeszerződésig Kis-Küküllő vármegye Dicsőszentmártoni járásához tartozott.